# Превод на Свещения Коран
Преводът на Свещения Коран представлява интерпретация на свещената книга в исляма на език, различен от арабски. Въпреки срещнатите трудности при превода на Корана, той е бил преведен на повечето африкански, азиатски и европейски езици.

## Теология на исляма
Преводът на Корана от арабски на други езици винаги е бил труден въпрос в ислямската теология. Тъй като мюсюлманите почитат Корана като чудотворен и неповторим (i'jaz al-Qur'an), те твърдят, че текстът на Корана не бива да се изолира от своя език и писмена форма, поне не без да се запази оригиналният текст на арабски ведно с него.
Според ислямската теология, Коранът е откровение на арабски език и затова трябва да се рецитира само на арабски език. Преводите на други езици са дело на хора и затова, според мюсюлманите, не притежават уникалния свещен характер на арабския оригинал. Тъй като тези преводи може неусетно да променят значението, те често се наричат „интерпретации“ или „превод[и] на значенията“ (като думата значения може да означава или смисъла на различните пасажи, или различните тълкувания на отделните думи в пасажите; в този контекст различните тълкувания могат да се различават и не се считат за тъждествени с оригинала). Например Мармадюк Пиктхол нарича превода си Значението на славния Коран, а не просто Коранът.
Задачата за превод на Корана не е лесна; някои арабисти твърдят, че някои негови пасажи са трудни за разбиране дори при оригиналните арабски текстове. Част от това е присъщата трудност на всеки превод, защото на арабски, подобно на други езици, една дума може да има различни значения и в разбирането и превода винаги има елемент на човешка преценка. Нещата се усложняват от факта, че значението и употребата на някои думи са се променили много между класическия и модерния арабски. В резултат на това дори най-обикновени пасажи от Корана, които изглеждат напълно ясни за говорещите модерен арабски език, може да имат съвсем различно значение.
Първоначалното значение на даден пасаж от Корана зависи от историческите обстоятелства на живота на пророка Мохамед и ранната общност, в която е възникнала книгата. Проучването на този контекст обикновено изисква подробно познаване на хадисите и сира, които сами по себе си са обширни и сложни текстове. Това въвежда допълнителен елемент на несигурност, който не може лесно да бъде елиминиран от езиковите правила за превод.

## История
Първият превод на Корана е на персийски език. Той не е цялостен. Преведена е едва сура Ал-Фатиха през 7 век. Други ранни преводи включват по няколко аята за Негуса на Абисиния и за император Ираклий. Към 1936 година Коранът вече е преведен на 102 езика.
Първият превод на европейски език е на латински и е направен през 1143 година. Втори превод на латински е направен през 1698 година. През 1616 година Коранът е преведен на немски, а през 1641 година на холандски. Преводи на френски са направени през 1647 и 1775 година.
Първият академичен превод на Корана директно от арабски е направен през 1734 година на английски. След това са направени още няколко важни превода през 1861, 1880, 1937 и 1955 година.

## На български
Първият опит за превеждане на Корана на български език е осъществен през 1920-те години и отпечатан от издателство „Нов живот“ като част от програмата на правителството за „пробуждане“ на помаците и приобщаването им към българското общество. През 1991 година сектата на ахмадиите издава свой превод на Корана на български в разказвателна форма, а през 1993 година Недим Генджев издава първия превод от арабски оригинал на български език. Следващият превод на Корана на български език в академичен стил е направен от професор Цветан Теофанов през 1997 година. Две години по-късно, през 1999 година е публикувано второ издание. През 2006 година излиза от печат и второто преработено и допълнено издание с обширен предговор, в който се разглежда историята на Мохамед и на исляма, както и някои от основните му положения. На всяка страница освен превода е включен и оригиналният текст на арабски. Към някои аяти са дадени пояснения. Освен съдържание книгата има и тематичен индекс. На всяка страница освен името и номера на сурата е включен и номерът на джуза. Това е единственият български превод на Свещения Коран, признат от Главно мюфтийство на мюсюлманите в Република България. Впоследствие в Истанбул е издадена трета редакция на превода на Цветан Теофанов в луксозен формат с калиграфия от Hizmet Vakfı Yayınları. През 2008 година издателство „Труд“ публикува четвъртата редакция на превода на Корана от Цветан Теофанов. Той е издаден с твърда и мека подвързия. В него липсва оригиналният текст на арабски, както и разделението на джузове. Изданието е насочено по-скоро към немюсюлманите, тъй като от оформлението му са изпуснати някои елементи, които не представляват интерес за немюсюлманите. През 2009 година Българска мултимедийна компания (БМК) издава нов превод на Свещения Коран, направен по Тефсир-и Тъбиян от проф. д-р Иван Добрев.
Първоначално Преводът на Свещения Коран се печата в два варианта – с четене от предната корица към задната и обратно. Във второто преработено и допълнено издание, както и в третото издание на Цветан Теофанов предговорът, уводът, съдържанието и тематичният индекс са включени след предната корица и се четат нормално, а преводът започва от задната корица и се чете към предната.

### Издания
- „Свещеният Коран: арабски текст с български превод“. Islam International Publications, Tilford 1991. ISBN 1-85372-433-5
- „Свещен Коран и неговият превод на български език“ с преводач Недим Генджев. Мюсюлмански духовен съюз, София 1997. ISBN 954-90250-1-2
- „Превод на Свещения Коран“ с преводач Цветан Теофанов. Тайба Ал-Хайрия, София 1997. ISBN 954-9571-01-7
- „Превод на Свещения Коран“ с преводач Цветан Теофанов (II издание, II редакция на превода). Главно мюфтийство, София 1999. ISBN 954-9571-01-7
- „Превод на Свещения Коран“ с преводач Цветан Теофанов (II преработено и допълнено издание, III редакция на превода). Главно мюфтийство, София 1999. ISBN 954-9571-01-7
- „Свещен Коран“ с преводач Цветан Теофанов (мека корица, IV редакция на превода). ИК „Труд“, София 2008. ISBN 978-954-528-864-7
- „Свещен Коран“ с преводач Цветан Теофанов (твърда корица, IV редакция на превода). ИК „Труд“, София 2008. ISBN 978-954-528-865-4
- „Свещеният Коран. Съдържание на български език“ с преводач Иван Добрев. Българска мултимедийна компания, София 2009. ISBN 978-954-92456-1-5